# Norma Thrower
Norma Claire Thrower, född 5 februari 1936 i Adelaide, är en före detta australisk friidrottare.
Thrower blev olympisk bronsmedaljör på 80 meter häck vid sommarspelen 1956 i Melbourne.